# 內門庄
內門庄為臺灣日治時期1920年至1945年間存在之行政區，轄屬高雄州旗山郡，庄名取自當地堡里名羅漢內門里簡化而來。今高雄市內門區。1934年時有人口10,145人。

## 行政區劃
內門地區在清代屬羅漢內門里、羅漢外門里，在1897年5月隸屬於臺南縣蕃薯藔辨務署。1900年11月15日，內門地區分為蕃薯藔辨務署的「溝坪區、中埔區」。1901年11月11日，臺灣的行政區劃改為二十廳，羅漢外門里、羅漢內門里、隸屬於「蕃薯藔廳」。1904年2月16日，蕃薯藔廳施行街庄整併，並分為12區。內門地區在此時期的劃分如下：
- 觀音亭區
  - 羅漢內門里：觀音亭庄、中埔庄、脚帛藔庄、東勢埔庄、木柵庄、內埔庄
- 溝坪區
  - 羅漢外門里：萊仔坑庄、溝坪庄

1907年12月8日，阿里關支廳的「溝坪區」劃入蕃薯藔廳直轄。1909年10月25日，臺灣的行政區劃改為十二廳，蕃薯藔廳因此廢止，被併入阿緱廳。1910年1月18日，內門地區包含蕃薯藔支廳溝坪區、甲仙埔支廳觀音亭區。1920年10月1日，原堡里鄉澚之行政區廢除，街庄社改為大字，而上述街庄合併為高雄州旗山郡內門庄，轄域內分為轄域內分為觀音亭、中埔、腳帛寮、東勢埔、木柵、內埔、萊子坑、溝坪等8個大字。
二戰後，內門庄改為高雄縣旗山區內門鄉。
| 1904年     | 1904年   | 1904年 | 1920年 | 1920年 | 現在   |
| 堡里       | 區       | 街庄社 | 街庄   | 大字   | 鄉鎮   |
| ---------- | -------- | --- | ------ | ------ | ------ |
| 羅漢內門里 | 觀音亭區 | 觀音亭庄、橋仔頭庄、番仔路庄、埔尾庄                                                                           | 內門庄 | 觀音亭 | 內門區 |
| 羅漢內門里 | 觀音亭區 | 夏梅休庄、鹽水埔庄、番仔鹽庄、茄苳崙庄、虎頭山庄、烏山腳庄、埤仔墘庄、中埔庄、木柵內庄、中埔頭庄               | 內門庄 | 中埔   | 內門區 |
| 羅漢內門里 | 觀音亭區 | 腳帛藔庄、竹戈藔庄、田仔墘庄                                                                                   | 內門庄 | 腳帛寮 | 內門區 |
| 羅漢內門里 | 觀音亭區 | 東勢埔庄、龍潭庄、石門坑庄                                                                                     | 內門庄 | 東勢埔 | 內門區 |
| 羅漢內門里 | 觀音亭區 | 新木柵庄、舊木柵庄、土庫庄                                                                                     | 內門庄 | 木柵   | 內門區 |
| 羅漢內門里 | 觀音亭區 | 大草埔庄、烏山坑庄、矯藔庄、內埔庄、三崁店庄、鴨母藔庄、石車庄、客藔庄、牛稠崙庄、茅埔庄                       | 內門庄 | 內埔   | 內門區 |
| 羅漢外門里 | 溝坪區   | 大埔庄、萊仔坑庄、白樹林庄、田螺堀庄、頂庄、頭邦崁庄、石門坑庄、埤渡庄、無尾崙庄、市仔尾藔庄 、浸水藔庄        | 內門庄 | 萊子坑 | 內門區 |
| 羅漢外門里 | 溝坪區   | 藤坑庄、溝坪庄、頭社庄、柑仔林庄、竹圍庄、頂公館庄、金瓜藔庄、大竹崙庄、王爺崙庄、南勢坑庄、紅花園庄、韮菜崙庄 | 內門庄 | 溝坪   | 內門區 |

## 區、庄長
- 觀音亭區長
  - 陳忠修：1910~1920年
- 溝坪區長
  - 何發：1910~1930年
  - 郭友：1914~1920年
- 內門庄長
  - 陳清己：1920~1928年
  - 何汪景義：1929~1938年
  - 德丸增美：1939~1945年[8]

## 設施
- 內門庄役場：設於內埔
- 內門公學校→內門國民學校（今內門國小）
  - 觀音亭分教場（今觀亭國小）
  - 木柵分教場（今木柵國小）
- 溝坪公學校→溝坪國民學校（今溝坪國小）
- 內門信用販賣購買利用組合（今內門區農會）